# ژاپن در المپیک تابستانی ۱۹۸۴

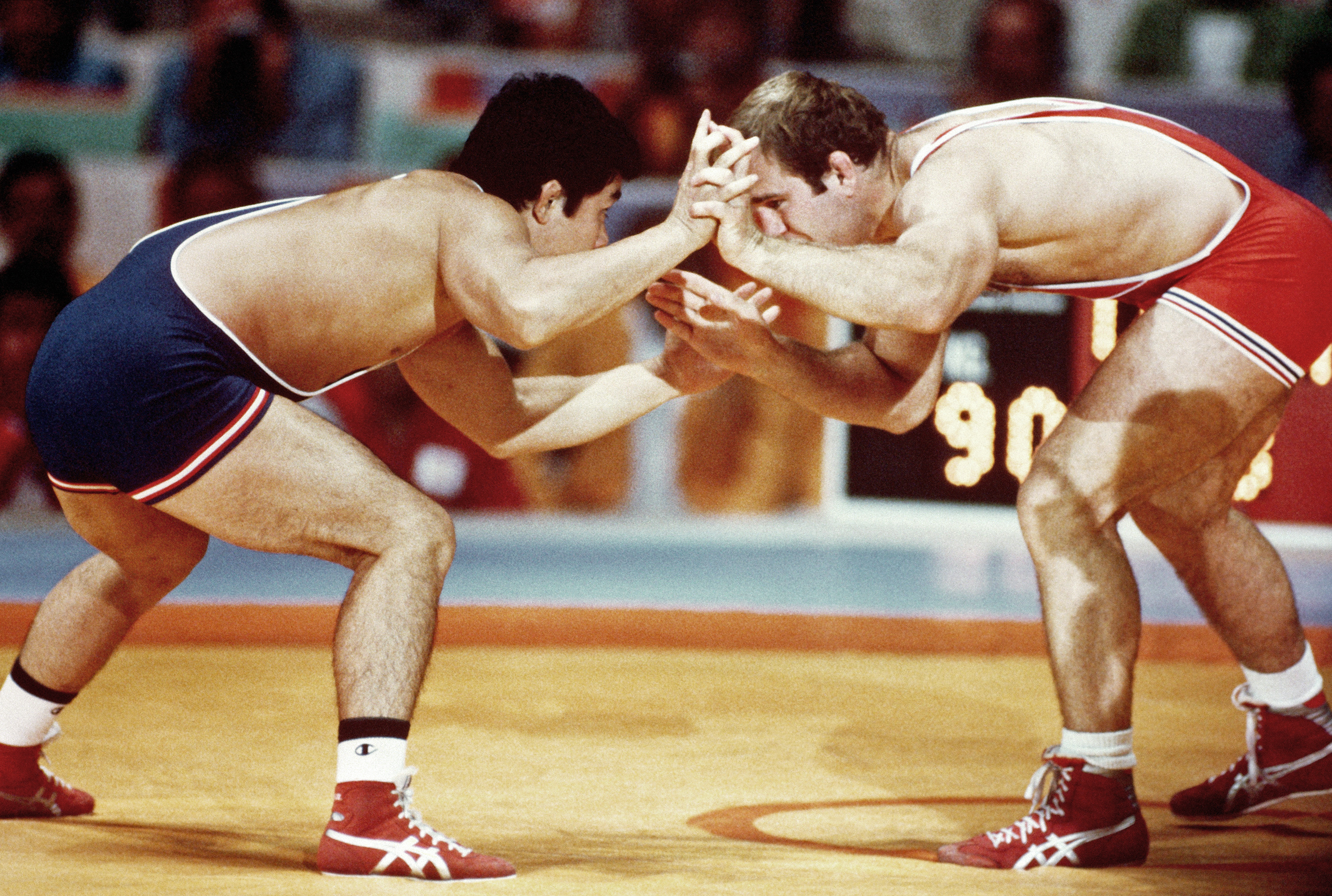
کشتی زاپن

ژاپن در بازی‌های المپیک تابستانی ۱۹۸۴ که در شهر لس آنجلس ایالات متحده آمریکا برگزار شد، کاروان ژاپن با ۲۲۶ ورزشکار در این رقابت‌ها شرکت کرد و موفق به کسب ۳۲ مدال (۱۰ طلا، ۸ نقره، ۱۴ برنز) شد. در جدول رتبه‌بندی توزیع مدال‌ها، ژاپن در ردهٔ ۷ مسابقات قرار گرفت.